# Bahnstrecke Berlin Frankfurter Allee–Berlin-Rummelsburg
| Streckennummer (DB): | 6140 Frankfurter Allee–Rummelsburg 6139 Ostkreuz–Lichtenberg |                                                          |                                                          |
| Streckenlänge: | 2,7/1,9 km                                                   |                                                          |                                                          |
| Spurweite: | 1435 mm (Normalspur)                                         |                                                          |                                                          |
| Streckenklasse: | D4                                                           |                                                          |                                                          |
| Stromsystem: | 15 kV 16,7 Hz ~                                              |                                                          |                                                          |
| Streckengeschwindigkeit: | 100 km/h                                                     |                                                          |                                                          |
| Zugbeeinflussung: | PZB                                                          |                                                          |                                                          |
| |                                                              |                                                          |                                                          |
| \| \| \| Ringbahn von Gesundbrunnen \| \| \| \| 0,000,0 \| Berlin Frankfurter Allee \| Berlin Frankfurter Allee \| \| \| \| \| \| \| \| 0,0 \| Berlin Ostkreuz (Ringbahn-F) Ringbahn von Treptower Park \| Berlin Ostkreuz (Ringbahn-F) Ringbahn von Treptower Park \| \| \| \| \| \| \| \| 0,600,0 \| Berlin-Lichtenb. B1 (Abzweig Gabelung) \| Berlin-Lichtenb. B1 (Abzweig Gabelung) \| \| \| \| \| \| \| \| \| Ostbahn von Berlin Ostkreuz \| \| \| \| \| Ostbahn von Berlin Ostbahnhof \| \| \| \| \| Nöldnerplatz \| \| \| \| 1,9 \| Berlin-Lichtenberg \| Berlin-Lichtenberg \| \| \| \| Ostbahn nach Strausberg/Kostrzyn \| \| \| \| \| von Berlin Ostbahnhof \| \| \| \| 1,700,0 \| von Berlin Ostbahnhof \| von Berlin Ostbahnhof \| \| \| 2,700,0 \| Berlin-Rummelsburg Betriebsbahnhof \| Berlin-Rummelsburg Betriebsbahnhof \| \| \| \| VnK-Strecke \| \| \| \| \| nach Frankfurt(Oder) \| \| |                                                              |                                                          |                                                          |
| Strecke |                                                              | Ringbahn von Gesundbrunnen                               | Ringbahn von Gesundbrunnen                               |
| Blockstelle | 0,000,0                                                      | Berlin Frankfurter Allee                                 | Berlin Frankfurter Allee                                 |
| |                                                              |                                                          |                                                          |
| Bahnhof quer · Abzweig quer, von links und von rechts · Strecke nach rechts | 0,0                                                          | Berlin Ostkreuz (Ringbahn-F) Ringbahn von Treptower Park | Berlin Ostkreuz (Ringbahn-F) Ringbahn von Treptower Park |
| |                                                              |                                                          |                                                          |
| Blockstelle | 0,600,0                                                      | Berlin-Lichtenb. B1 (Abzweig Gabelung)                   | Berlin-Lichtenb. B1 (Abzweig Gabelung)                   |
| Strecke von links · Abzweig nach links und nach rechts · Strecke von rechts |                                                              |                                                          |                                                          |
| Kreuzung geradeaus oben · Strecke quer · Abzweig geradeaus und von rechts |                                                              | Ostbahn von Berlin Ostkreuz                              | Ostbahn von Berlin Ostkreuz                              |
| Kreuzung geradeaus oben · Strecke von rechts · Strecke |                                                              | Ostbahn von Berlin Ostbahnhof                            | Ostbahn von Berlin Ostbahnhof                            |
| Strecke · S-Bahnhof · Strecke |                                                              | Nöldnerplatz                                             | Nöldnerplatz                                             |
| Strecke · S-Bahnhof · Bahnhof | 1,9                                                          | Berlin-Lichtenberg                                       | Berlin-Lichtenberg                                       |
| Strecke · Strecke nach links · Strecke nach links |                                                              | Ostbahn nach Strausberg/Kostrzyn                         | Ostbahn nach Strausberg/Kostrzyn                         |
| Kreuzung geradeaus oben · Strecke quer · Strecke von rechts |                                                              | von Berlin Ostbahnhof                                    | von Berlin Ostbahnhof                                    |
| Kreuzung geradeaus oben · Strecke von rechts · Strecke | 1,700,0                                                      | von Berlin Ostbahnhof                                    | von Berlin Ostbahnhof                                    |
| Dienststation / Betriebs- oder Güterbahnhof · Strecke · S-Bahnhof | 2,700,0                                                      | Berlin-Rummelsburg Betriebsbahnhof                       | Berlin-Rummelsburg Betriebsbahnhof                       |
| Strecke · Strecke nach links · Kreuzung geradeaus unten |                                                              | VnK-Strecke                                              | VnK-Strecke                                              |
| Strecke · Strecke |                                                              | nach Frankfurt(Oder)                                     | nach Frankfurt(Oder)                                     |

Die Bahnstrecke Berlin Frankfurter Allee–Berlin-Rummelsburg ist eine elektrifizierte Hauptbahn in Berlin. Sie verbindet die Berliner Ringbahn mit dem Betriebsbahnhof Berlin-Rummelsburg. Bis auf einen kurzen Abschnitt ist die Strecke zweigleisig. Die ursprünglich für den Güterverkehr angelegte Strecke dient heute vor allem zur Überführung von leeren Reisezügen, die im Betriebswerk Rummelsburg gewartet werden. Die Strecke ist mit einer ebenfalls zweigleisigen Strecke von der Ringbahn aus Richtung Süden (Bahnhof Berlin Ostkreuz) zum Bahnhof Berlin-Lichtenberg verknüpft.

## Streckenverlauf

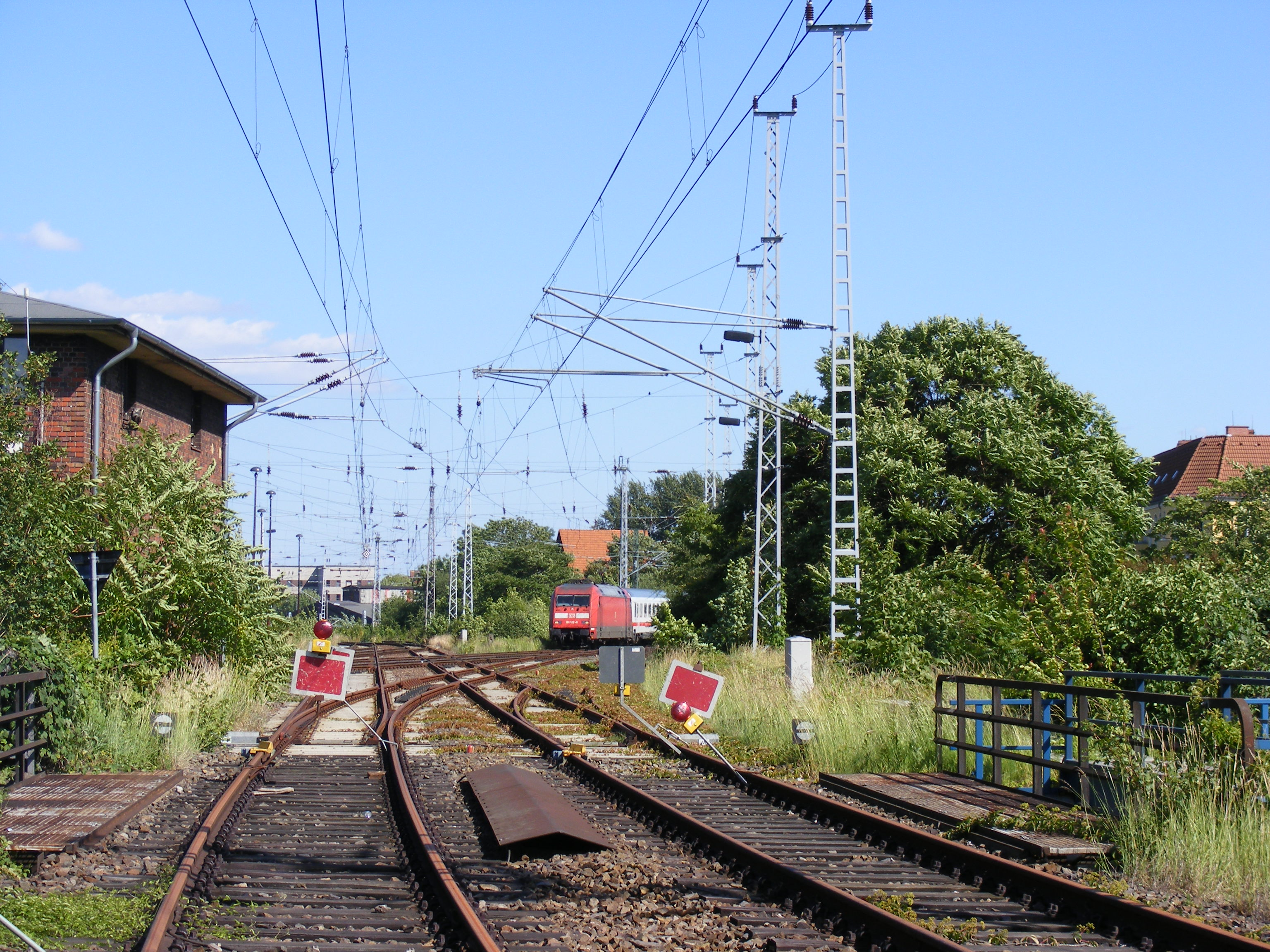
Stellwerk Lichtenberg B1 (Abzw Gabelung) mit Kreuzung der Strecke Frankfurter Allee–Rummelsburg (rechts, mit Zug) mit der Strecke Ostkreuz–Lichtenberg

Die Strecke zweigt an der Abzweigstelle Berlin Frankfurter Allee etwa 400 Meter südlich des Bahnhofs Frankfurter Allee hinter der Überführung über die Gürtelstraße von den Ferngleisen der Ringbahn nach Osten ab. Von dort nach Rummelsburg verläuft sie ausschließlich in Dammlage, es gibt insgesamt neun Überführungen über Straßen und Wege und zwei über andere Bahnstrecken.
Nach knapp 600 Meter erreicht die Strecke in Höhe der Brücke über die Pfarrstraße das Stellwerk B1 am westlichen Ende des Bahnhofes Berlin-Lichtenberg. Früher wurde das Stellwerk als Abzweigstelle Gabelung bezeichnet, die Beschriftung Gab findet sich nach wie vor am Gebäude. Hier kreuzt sie mit einer ebenfalls zweigleisigen und elektrifizierten, 1,9 Kilometer langen, Strecke, die von Süden kommend im Bereich des Bahnhofs Ostkreuz am Abzweig Ostkreuz Nord von der Ringbahn abzweigt und nach Osten in den Hauptteil des Bahnhofs Lichtenberg führt. Beide Strecken sind über zwei zweigleisige Gleisverbindungen miteinander verknüpft.
Die Strecke nach Rummelsburg verläuft weiter Richtung Südosten am nordöstlichen Rand der Victoriastadt. Sie quert im Bereich des Nöldnerplatzes die Ostbahn und mehrere Straßen. In der Folge werden auch die S-Bahn sowie die meisten Ferngleise der Bahnstrecke nach Frankfurt (Oder) auf einer Brücke überquert. Diese Brücke ist der einzige eingleisige Abschnitt der Strecke. Südlich der Brücke vereinigt sich die Strecke mit einem Gleis, das von der Stadtbahn kommend in den Südteil des Rangierbahnhofes Rummelsburg führt. Streckenende ist erst einen Kilometer weiter im Zentralbereich des Rangierbahnhofs. Eine direkte Verbindung zur in Rummelsburg nach Osten abzweigenden VnK-Strecke besteht nicht.

## Geschichte

Die Verbindungsstrecken zwischen der Berliner Ringbahn (links) und den Bahnhöfen Lichtenberg-Friedrichsfelde (heute Lichtenberg, rechts oben) und Rummelsburg (rechts unten) auf einer Karte von 1896.

### Entstehung
1871 entstand mit der Neuen Verbindungsbahn Moabit–Stralau–Schöneberg im Ostteil der Stadt der erste Teil der Ringbahn um Berlin, die zunächst vor allem für Güterverkehr vorgesehen war. 1877 wurde der Ring geschlossen. Zeitgleich siedelten sich weitere wichtige Güterkunden im Bereich der Ringbahn an wie beispielsweise der Zentralvieh- und Schlachthof nördlich der Frankfurter Allee.
Ebenfalls zur gleichen Zeit entstanden außerhalb des damaligen Berliner Stadtgebietes neue Rangierbahnhöfe, so an der Ostbahn der Rangierbahnhof Lichtenberg-Friedrichsfelde (heute Berlin-Lichtenberg) sowie an der Niederschlesisch-Märkischen Bahn der Rangierbahnhof Rummelsburg bei Berlin (heute Berlin-Rummelsburg). Damit war eine Verbindung von diesen beiden Strecken zur Ringbahn notwendig geworden. 1879 wurden die beiden Verbindungsstrecken von Friedrichsberg (heute Frankfurter Allee) und Stralau (heute Ostkreuz) nach Lichtenberg-Friedrichsfelde und Rummelsburg eingeweiht und 1880 zweigleisig ausgebaut. Die Strecken wurden auch als Gleisschleife (oder Gleise-Schleife) Rummelsburg bezeichnet. Die Verbindung diente vor allem dem Güterverkehr. Sie trug zum weiter wachsenden Verkehr auf der Ringbahn bei, die deswegen in diesem Bereich zwischen 1880 und 1882 viergleisig ausgebaut wurde, wobei Personen- und Gütergleise getrennt wurden.

### Nach 1945
Nach dem Zweiten Weltkrieg und der Teilung Deutschlands und Berlins wurde der Bahnhof Berlin-Lichtenberg zu einem der wichtigsten Berliner Bahnhöfe im Personenverkehr, erst recht nach dem Bau der Berliner Mauer 1961. Ende der 1950er Jahre war der Berliner Außenring entstanden, der die Hauptlast des Personenverkehrs nach Lichtenberg bewältigte. Weil einerseits der Außenring auch oft an seine Kapazitätsgrenzen stieß und andererseits, um manchen durchgehenden Zügen in Nord-Süd-Richtung den Fahrtrichtungswechsel im Bahnhof Lichtenberg zu ersparen, wurden einige Schnellzüge von Lichtenberg über die Ringbahn geführt und nutzten damit einen Teil dieser Verbindung.
Für den Güterverkehr war vor allem der Containerbahnhof Frankfurter Allee von Bedeutung. Einige Güterzüge nutzten die Verbindung von dort über Lichtenberg zum Außenring. Auch wurden einige in Berlin-Lichtenberg endende Reisezüge in diesem Bereich abgestellt und über die Verbindung dorthin überführt. Nachdem auf dem Zentralviehhof nach dem Zweiten Weltkrieg keine Waschanlage für Eisenbahnwagen mehr vorhanden war, wurden dreimal täglich leere Güterzüge von dort nach Rummelsburg zur Wäsche überführt.
Im Dezember 1984 wurde der elektrische Betrieb auf der Ringbahn aus Richtung Süden bis Frankfurter Allee und auf den beiden Verbindungsstrecken aufgenommen.

### Nach 1990
Nach der Wiedervereinigung änderten sich die Verkehrsströme im Personenverkehr. Der bis 1990 sehr starke Durchgangsverkehr durch Berlin in Nord-Süd-Richtung nahm deutlich ab. Hinzu kam der Rückgang des Güterverkehrs auf der Schiene. Der Containerbahnhof Frankfurter Allee wurde Ende 1999 geschlossen. Der Zentralviehhof war bereits 1991 und der einstige Rangierbahnhof Berlin-Pankow 1997 geschlossen worden. Mehrere Jahre war bei Pankow auch die Anbindung weiter in Richtung Norden gesperrt. Mit der Wiedereröffnung der Berliner Stadtbahn für den Fernverkehr verlor der Bahnhof Lichtenberg zusätzlich an Bedeutung. Dies hatte erhebliche Folgen für die Verbindungen von Rummelsburg und Lichtenberg zur Ringbahn. Der Verkehr nach Rummelsburg wurde sogar komplett eingestellt.
Seit 2004 wurde auch die Verbindung in Richtung Ostkreuz wegen der Vorbereitung auf die Sanierung des Bahnhofes gesperrt. Es verblieb lediglich etwas Güterverkehr von Lichtenberg zum Güterbahnhof Greifswalder Straße.
Seit Fertigstellung des neuen Berliner Hauptbahnhofs und der Nord-Süd-Fernbahn beginnt und endet eine Reihe von Fernzügen Richtung Süden im Bahnhof Berlin Gesundbrunnen. Diese Züge werden im Werk Rummelsburg gewartet. Zur Überführung dieser Züge von Gesundbrunnen nach Rummelsburg wurde die Verbindung von Frankfurter Allee nach Rummelsburg wieder notwendig. Die Strecke wurde von 2004 bis 2006 saniert. Dabei wurde auch das Kreuzungsbauwerk über die Frankfurter Bahn in Rummelsburg durch einen eingleisigen Neubau ersetzt, der Ende 2005 fertiggestellt wurde. Seit Dezember 2015 ist die Verbindung in Richtung Ostkreuz wieder in Betrieb.

### Personenverkehr
Planmäßigen Personenverkehr gab es auf den Verbindungsstrecken erst seit den 1950er-Jahren und nur in Richtung Lichtenberg, niemals in Richtung Rummelsburg. Ein Teil der in Berlin-Lichtenberg haltenden Fernzüge nutzte die Verbindung zur Ringbahn. Dies betraf sowohl Züge in Richtung Norden (hier vor allem nach Schwerin), die bis Schönhauser Allee den Ring nutzten und weiter über Pankow zum Karower Kreuz fuhren als auch nach Süden, die über den Bahnhof Berlin-Schöneweide zum Grünauer Kreuz fuhren.
1985 wurden einige Personenzüge, die im Berufsverkehr die Orte am nördlichen Berliner Außenring mit dem Bahnhof Lichtenberg verbanden, über die Verbindung in Richtung Ostkreuz bis Schöneweide verlängert. Zwar wurde diese Verbindung bald nach der Wende 1990 wieder eingestellt, in den Folgejahren bis 2003 gab es allerdings immer wieder Regionalbahnzüge auf diesem Abschnitt.
Aus Lichtenberg in Richtung nördlicher Ring gibt es seit 2006 wieder sporadischen Personenverkehr. Im Fahrplan 2009 wurde die Verbindung planmäßig von einem Zugpaar in der Sommersaison von Berlin-Lichtenberg nach Rheinsberg genutzt. Hinzu kommen einige Verbindungen im Nachtzugverkehr.
Im Dezember 2015 ging nach mehrjähriger Sperrung wegen des Umbaus des Bahnhofs Ostkreuz die Verbindung vom Abzweig Gabelung in Richtung Ostkreuz wieder in Betrieb. Seitdem verkehren drei Regionalbahnlinien pro Stunde zwischen Berlin-Lichtenberg und Ostkreuz über diesen Abschnitt. Seit Ende 2017 wurde ein Teil davon auf die parallel verlaufende Strecke der Ostbahn verlegt.